# 对音
在漢語音韻學裡，對音是用來構擬中古漢語和上古漢語的一種材料，對音分為兩類：一是用外語對漢語，主要是借詞，包括日語、韓語、越南語中的漢語借詞；一是用漢語對外語，即是用漢字音譯外語詞，主要是專有名詞，包括梵漢對音、藏漢對音等。
最早提倡使用對音來研究古音的，是曾在北大任教的俄國學者鋼和泰。1923年，北京大學《國學季刊》第一卷刊載了鋼氏的《音譯梵書和中國古音》（由胡適譯成中文）一文。受到鋼和泰的啟發，中國學者汪榮寶在之後一期的《國學季刊》發表了他的《歌戈魚虞模古讀考》，提出唐宋以上「歌」、「戈」韻（參看《廣韻》）的字都讀/a/音，不讀/o/音。汪的做法在國學界引起很大回響，有贊成的也有反對，魏建功稱為「古音大論戰」。然而，使用對音材料來測定古音的做法，很快就為海內外音韻學者所接受，法國的亨利·馬伯樂、中國的羅常培、俞敏都利用對音材料寫出了重要的音韻學論文。

## 對音研究著作
- 馬伯樂[聶鴻音譯]（2005[1920]）。《唐代長安方言考》。北京：中华书局。
- 羅常培（1933）。《唐五代西北方音》。上海：國立中央硏究所。
- 俞敏（1984）。〈後漢三國梵漢對音譜〉，收於《中國語文學論文選》。東京：光生館。
- 李範文（1994）。《宋代西北方音：〈番漢合時掌中珠〉對音硏究》。北京：中國社會科學出版社。
- 丁鋒（1995）。《琉漢對音與明代官話音硏究》。北京：中國社會科學出版社。
- 蔡瑛純（2002）。《李朝朝漢對音硏究》。北京：北京大學出版社。
- 周季文，謝后芳（2006）。《敦煌吐蕃漢藏對音字彙》。北京：中央民族大學出版社。

## 延伸閱讀
- 儲松泰（1995）。〈梵漢對音概說〉，《古漢語研究》1995年第4期。
- 鄭張尚芳（2003）。《上古音系》。上海：上海教育出版社。
- 《中國大百科全書‧語言文字》（1988）。北京；上海：中國大百科全書出版社。